# Attilio Armando Lombardi
Attilio Armando Lombardi (Lesina, 8 novembre 1954 – Briosco, 14 novembre 1974) è stato un militare italiano, carabiniere insignito della medaglia d'oro al valor militare.

## Biografia
Appartenente a famiglia numerosa di modeste condizioni economiche, da ragazzo apprese il lavoro di meccanico seguendo l'esempio dei fratelli maggiori. Animato da sani principi, nel gennaio del 1973 si arruolò quale allievo Carabiniere con una ferma di tre anni e svolse il periodo addestrativo presso la Legione Allievi Carabinieri di Roma. Nominato Carabiniere sul finire di quell'anno fu destinato alla Legione di Milano e da questa in servizio alla Stazione carabinieri di Giussano dove prestò servizio sino alla morte.

### La morte
Il 14 novembre 1974, Attilio Armando Lombardi si trovava in servizio anti-rapina presso la filiale del Banco Desio di Briosco. La mattina di quel giorno, due malviventi armati e travisati tentarono di rapinare la banca. Lombardi, pur essendo in condizioni di salute non ottimali, si trovava sul posto per sostituire un collega. Quando i rapinatori entrarono in banca, intimarono a Lombardi di consegnare le armi. Nonostante le minacce, il carabiniere reagì prontamente e aprì il fuoco contro di loro. Durante lo scontro a fuoco, Lombardi fu colpito mortalmente ma, con estrema determinazione, riuscì a colpire e uccidere uno dei rapinatori e a ferire gravemente l'altro. L'azione coraggiosa di Lombardi impedì ai malviventi di portare a termine la rapina e salvò molte vite all'interno della banca.
Il sacrificio di Lombardi è stato riconosciuto con l'assegnazione della Medaglia d'Oro al Valore Militare, la più alta onorificenza per atti di eroismo in Italia.

## Riconoscimenti
Il 16 dicembre 1989 è stato collocato un monumento, opera dello scultore Alberto Ceppi, all'interno della caserma sede della Stazione Carabinieri di Giussano in memoria del caduto.
Alla sua memoria gli è stato intitolato il 192º corso allievi carabinieri del secondo battaglione della Scuola Allievi Carabinieri di Torino distaccato a Fossano, durante il giuramento dell'8 aprile 1995 alla presenza del Comandante Generale dell'Arma il Generale Luigi Federici.